# Adesmus sexguttatus
Adesmus sexguttatus är en skalbaggsart som först beskrevs av Lucas 1859.  Adesmus sexguttatus ingår i släktet Adesmus och familjen långhorningar. Inga underarter finns listade i Catalogue of Life.